# Linea GHQ
La linea GHQ (dall'inglese General Headquarters Line) fu una linea difensiva costruita nel Regno Unito per contenere una probabile invasione da parte delle truppe tedesche in vista dell'operazione Leone Marino lanciata da Hitler nel 1940.

## Progettazione
Il British Army durante l'operazione Dynamo, aveva abbandonato la maggior parte del suo equipaggiamento in Francia, in seguito all'rimbarco a Dunkerque. Fu quindi deciso di costruire un sistema di difesa permanente intorno alla Gran Bretagna, progettato per dividere il paese in più settori e ritardare i tedeschi abbastanza a lungo da consentire a più forze mobili di contrattaccare. Furono costruite oltre 50 linee difensive in tutto il paese. Dopo le difese costiere, la GHQ era la più lunga e la più importante, creata con lo scopo di proteggere Londra e il cuore industriale del Regno Unito, era inoltre considerata l'ultima possibilità di difesa.

## Posizione
La sezione "verde" della linea GHQ passava dall'estremità settentrionale della linea d'arresto Taunton vicino Highbridge nel Somerset, lungo il fiume Brue, attraverso le Mendip Hills e seguiva la ferrovia da Masbury alla valle di Wellow. Per congiungersi con la sezione "blu" che seguiva il canale Kennet e Avon alla città di Reading. La sezione verde proseguiva da Bradford on Avon lungo il fiume fino a Malmesbury dove si incontrava con la sezione "rossa", il quale passava a Abingdon-on-Thames, lungo il Tamigi fino a Pangbourne per poi ricongiungersi con la sezione blu a Theale. La sezione verde continuava fino ad Avening, per poi giungere nella vallata di Framilode, proteggeva le aree strategiche di Bristol, Avonmouth e il porto di Sharpness. La linea orientale doveva passare nell'entroterra della costa dall'Essex a Edimburgo, ma non fu mai completata. Londra era protetta dagli anelli concentrici dell'Outer London Defence Ring.

## Stato attuale
Sulla sezione della linea nell'Essex, tra Great Chesterford e Canvey Island, le difese erano costituite da circa 400 fortini in calcestruzzo di tipo FW3, che facevano parte delle difese campali britanniche della seconda guerra mondiale. Ben oltre 100 fortini esistono ancora oggi su questa sezione, tra cui circa 40 fortini di tipo FW3/22/24/26/27/28 altamente visibili tra Rettendon Turnpike e Howe Green, per lo più lungo la strada statale A130. Tanti altri FW3 si trovano ancora oggi a nord di Chelmsford lungo la valle di Chelmer e verso Great Dunmow.